# Roscoe Tanner
Roscoe Tanner (Chattanooga, 15 ottobre 1951) è un ex tennista statunitense.
Detto anche "il bombardiere di Chattanooga" per la potenza devastante del suo servizio da mancino. Vinse gli Australian Open nel 1977 e perse in finale da Björn Borg a Wimbledon nel 1979. Proprio nel 1979 Tanner conquistò il suo miglior risultato in classifica ATP: 4º. Conta in tutto sedici titoli da singolo e tredici in doppio. Nel 2005 ha scritto la sua biografia.

## Studi
Si è laureato alla Baylor School a Chattanooga, e con il compagno di squadra Sandy Mayer ha contribuito a guidare l'ascesa della Stanford University alla ribalta nazionale nel tennis collegiale.

## Titoli vinti
Sconfisse Guillermo Vilas in tre set consecutivi nella finale degli Australian Open 1977, vincendo il suo primo e unico titolo del Grande Slam. 
Vinse la Coppa Davis nel 1981 giocando con John McEnroe, Eliot Teltscher e Peter Fleming in una squadra capitanata da Arthur Ashe che sconfisse l'Argentina in finale, giocata al Riverfront Coliseum di Cincinnati, Ohio. 

## Finali di singolare nei Tornei del Grande Slam  (2)

### Vittorie (1)
| Anno | Torneo          | Avversario in finale | Punteggio     |
| 1977 | Australian Open | Guillermo Vilas      | 6–3, 6–3, 6–3 |

### Sconfitte (1)
| Anno | Torneo    | Avversario in finale | Punteggio                  |
| 1979 | Wimbledon | Björn Borg           | 6(4)–7, 6–1, 3–6, 6-3, 6-4 |

### Altri titoli vinti (Singolare)
1974 Denver WCT (U.S.) e Christchurch (NZ);
1975 Las Vegas (U.S.); 
1976 Cincinnati, Columbus, San Francisco (U.S.), Tokio (JP), Beckenham (U.K);
1977 Sydney (AUS);
1978 Palm Springs, New Orleans (U.S.);
1979 Rancho Mirage, Washington (U.S.);
1981 Philadelphia (U.S.).

### Altri titoli vinti (Doppio)
1973 Denver (U.S.);
1974 Barcellona (ES); Denver, Maui (U.S.), Christchurch (NZ), Jakarta (Indonesia);
1975 Nottingham (U.K.);
1976 La Costa, San Francisco (U.S.), Johannesburg (S.A.), Perth (AUS), Wembley (U.K.)
1978 Palm Springs (U.S.)

### Coach
Tanner ha allenato Dennis Early, Frank Norman, Jesse Stirge, Adrienne Radakovic, e una sessione con Kenzo Wong. 
Attualmente è insegnante di doppio.